# Заболонник грабовий
Грабовий заболонник  (Scolytus carpini Ratz.) — жук родини короїдів (Ipidae). Шкідник лісових культур.

## Опис
Жуки завдовжки 3-3,2 міліметри; надкрила чорно-бурі із слабким блиском, крапкові борозенки розміщені правильними рядами, проміжки без косих зморшок. Лоб самця плоский, вкритий рідкими волосками, більш довгими над ротом, але не утворюють волосяних щіточок; лоб самки опуклий, покритий рідкими короткими волосками.

## Екологія
В Україні поширений головним чином у насадженнях лісостепової та степової зон. Пошкоджує граб, бук, ліщину. Літ жуків спостерігається з кінця травня і до початку липня. Вони часто вигризають у корі невеликі заглиблення — шлюбні камери, де і спарюються. Потім самка прокладає поперечний одно- або двобічний маточний хід завдовжки 5-12 міліметрів. Личинкові ходи поздовжні, стикаються, часто переплутуються. При спарюванні самець часто залишається на корі. Зимують личинки. У квітні вони заляльковуються. Генерація однорічна, в Криму дає два покоління за рік.